# Зимнее первенство Украины по футболу среди женщин 2013
IІ Зимнее первенство Украины по футболу 2013 года среди женских команд (укр. ІІ Зимова першість України з футболу 2013 року серед жіночіх команд) — 2-е Зимнее первенство Украины по футболу среди женщин. Турнир возобновился спустя пять лет после проведения первого зимнего чемпионата в 2008 году. Вопрос о проведении 2-го чемпионата обсуждался в ноябре 2012 года на заседании Комитета женского футбола Украины ФФУ. Было принято решение запланировать проведение турнира на февраль 2013 года. В чемпионате принимали участие 10 команд. Игры проходили в крытом спорткомплексе «Ильичёвец» в Мариуполе. Матчи состояли из двух таймов по 35 минут. Победителем турнира стала черниговская «Легенда». Лучшим игроком турнира стала Оксана Знайденова (Жилстрой-1), а лучшим бомбардиром − Татьяна Козыренко (Легенда).

## Участники
| Клуб            | Город                         |
| --------------- | ----------------------------- |
| Атекс-СДЮШОР-16 | Киев                          |
| Дончанка        | Донецк                        |
| Жилстрой-1      | Харьков                       |
| Жилстрой-2      | Харьков                       |
| Заря-Спартак    | Луганск                       |
| Ильичёвка       | Мариуполь                     |
| Легенда-ШВСМ    | Чернигов                      |
| Нефтехимик      | Калуш                         |
| КОЛИСП          | Костополь, Ровненская область |
| Черноморочка    | Одесса                        |

## Первый этап
На первом этапе 10 команд-участниц были разделены на 3 группы. После завершения группового этапа трое победителей групп и лучшая из вторых команд встретились в полуфиналах, победители которых сразились в финальном матче. Неудачники группового этапа и полуфиналов разыграли в стыковых матчах места с 3-го по 10-е.

### Группа 1
| 1 | Жилстрой-1   | ~   |     | 6:0 | 5:0 | 3 | 3 | 0 | 0 | 15 — 0 | 9 |
| 2 | Ильичёвка    | 0:4 | ~   |     | 9:0 | 3 | 1 | 1 | 1 | 11 — 6 | 4 |
| 3 | Жилстрой-2   |     | 2:2 | ~   |     | 3 | 1 | 1 | 1 | 10 — 8 | 4 |
| 4 | Черноморочка |     |     | 0:8 | ~   | 3 | 0 | 0 | 3 | 0 — 22 | 0 |

### Группа 2
| 1 | Нефтехимик      | ~   | 1:0 |     | 2 | 2 | 0 | 0 | 5 — 0 | 6 |
| 2 | КОЛИСП          |     | ~   | 2:2 | 2 | 0 | 1 | 1 | 2 — 3 | 1 |
| 3 | Атекс-СДЮШОР-16 | 0:4 |     | ~   | 2 | 0 | 1 | 1 | 2 — 6 | 1 |

### Группа 3
| 1 | Дончанка     | ~   | 2:1 |      | 2 | 2 | 0 | 0 | 9 — 1  | 6 |
| 2 | Легенда-ШВСМ |     | ~   | 13:0 | 2 | 1 | 0 | 1 | 14 — 2 | 3 |
| 3 | Заря-Спартак | 0:7 |     | ~    | 2 | 0 | 0 | 2 | 0 — 20 | 0 |

## Стыковые матчи

### 1/2 финала
| Жилстрой-1 | 0:1  | Легенда-ШВСМ          |
|            | Голы | 64′ Татьяна Козыренко |

| | Составы | | |
| Санина (к), А. Денисенко, Костюченко, Пожарская, Аполлонина, Знайденова, Еременко, Тихонова (Ю. Денисенко, 30), Нестеренко, Овдийчук, Мозольская |         | Санец, Томилко, Рыжова, Соколенко (Шматко, 33), Маслянко (к), Мелконянц, Химич, Корсун (Кочнева, 50), Гныдюк, Бочковская, Козыренко | Санец, Томилко, Рыжова, Соколенко (Шматко, 33), Маслянко (к), Мелконянц, Химич, Корсун (Кочнева, 50), Гныдюк, Бочковская, Козыренко |

| Нефтехимик          | 1:1  | Дончанка         |
| Оксана Яковишин 25′ | Голы | 47′ Алёна Ковтун |

| | Составы | | |
| Подвысоцкая, Пасичник, Ходырева (к), Яковишин, Михайлюк, Ботюк (Чайка, 53), Марчук, Андрухив (Мохнач, 67), Демьянюк, Кравец, Молошик |         | Познохирева, Папайло, Клавдиенко, Авдеева, Воронина, Ишутина (к), Майбородина, Громовская, Мазурова, Ковтун, Воронина | Познохирева, Папайло, Клавдиенко, Авдеева, Воронина, Ишутина (к), Майбородина, Громовская, Мазурова, Ковтун, Воронина |

| Серия пенальти:                                                                         |     |                                                                                             |
| Ходырева Алена · Пасичник Кристина · Молошик Ангелина · Чайка Надежда · Яковишин Оксана | 3:4 | Громовская Татьяна · Воронина Анастасия · Воронина Анна · Ишутина Екатерина · Авдеева Ольга |

### Матч за 9 место
| Заря-Спартак | 0:1  | Черноморочка        |
|              | Голы | 68′ Оксана Козырева |

| | Составы | | |
| Драчук, Рыбак (Севостьянова, 36), Бубнова, Головина (Гриценок, 60), Скрыльникова, Трофимова (к), Завидова, Кулек (Лагутина, 57), Третьяченко (Менжик, 55), Худан, Трембач |         | Бондаренко, Волошина, Коломийчук, Кирчевская, Щеткина, Козырева, Базан (к), Болог, Минова (Мериора, 70+1), Колесник, Полюх (Сунка, 36) | Бондаренко, Волошина, Коломийчук, Кирчевская, Щеткина, Козырева, Базан (к), Болог, Минова (Мериора, 70+1), Колесник, Полюх (Сунка, 36) |

### Матч за 7 место
| Жилстрой-2                       | 2:4  | Атекс-СДЮШОР-16                                                           |
| Яна Дычко 10′ · Алёна Цибина 16′ | Голы | 9′ Александра Фирсова · 19′ Марина Пушенко · 58′, 63′ (пен.) Алина Скидан |

| | Составы | | |
| Фомченко, Рапа, Соколовская, Подольская, Бондарь, Дычко, Китаева, Калинина, Малахова (к) (Коломиец, 58), Музыка, Цибина |         | Мельничук, Пономаренко, Солдатова (к), Ошовская (Кузьмич, 57), Выпасняк (Кордыш, 69), Фирсова, Байгорович, Скидан, Холод (Инкина, 66), Пушенко, Шилова (Долбина, 70) | Мельничук, Пономаренко, Солдатова (к), Ошовская (Кузьмич, 57), Выпасняк (Кордыш, 69), Фирсова, Байгорович, Скидан, Холод (Инкина, 66), Пушенко, Шилова (Долбина, 70) |

### Матч за 5 место
| Ильичёвка                                       | 2:0 протокол | КОЛИСП |
| Полина Полухина 5′ (пен.) · Светлана Фришко 30′ | Голы         |        |

| | Составы | | |
| Климова, Дзино (Залевская, 70+1), Щербанева, Полухина, Назаренко (к), Норик, Петрик (Салай, 9; Лихая, 49), Фришко, Крадожон (Колесник, 68), Кулаковская, Фисенко |         | Бабарика, Голиш (к), Вихоть, Андрийчук (Дорощук, 62), Пазюк (Кудинова, 36), Гриценюк (Худа, 36), Фурманова, Матвиишин (Сардачук, 52), Остапчук, Головач, Корнийчук (Орищук, 59) | Бабарика, Голиш (к), Вихоть, Андрийчук (Дорощук, 62), Пазюк (Кудинова, 36), Гриценюк (Худа, 36), Фурманова, Матвиишин (Сардачук, 52), Остапчук, Головач, Корнийчук (Орищук, 59) |

### Матч за 3 место
| Жилстрой-1                      | 1:0  | Нефтехимик |
| Елизавета Костюченко 46′ (пен.) | Голы |            |

| | Составы | | |
| Санина, Аполлонина, Костюченко, Пожарская, Земляная, Знайденова, Еременко, Тихонова, Нестеренко, Овдийчук, Мозольская (к) |         | Подвысоцкая, Шпак, Пасичник, Ходырева (к), Яковишин, Чайка, Марчук (Козубович, 58), Андрухив, Кравчук (Михайлюк, 15), Молошик (Демьянюк, 65), Мохнач (Ботюк, 51) | Подвысоцкая, Шпак, Пасичник, Ходырева (к), Яковишин, Чайка, Марчук (Козубович, 58), Андрухив, Кравчук (Михайлюк, 15), Молошик (Демьянюк, 65), Мохнач (Ботюк, 51) |

### Финал
| Легенда-ШВСМ | 0:0 фото | Дончанка |

| | Составы | | |
| Санец, Томилко, Маслянко (к), Шматко, Мелконянц, Корсун (Соколенко, 56), Химич, Гныдюк, Кочнева, Козыренко, Бочковская |         | Познохирева, Папайло, Клавдиенко, Воронина, Ишутина (к), Воронина, Громовская, Ковтун, Майбородина, Мазурова, Авдеева | Познохирева, Папайло, Клавдиенко, Воронина, Ишутина (к), Воронина, Громовская, Ковтун, Майбородина, Мазурова, Авдеева |

| Серия пенальти:                                                                         |     |                                                                                             |
| Козыренко Татьяна · Бочковская Лиана · Кочнева Ирина · Маслянко Ольга · Соколенко Ольга | 4:3 | Громовская Татьяна · Воронина Анастасия · Воронина Анна · Папайло Екатерина · Авдеева Ольга |

## Бомбардиры
Лучшими бомбардирами турнира стали Татьяна Козыренко, Светлана Фришко и Оксана Яковишин, забившие по 5 голов.
| #   | Футболист         | Команда         | Голы (пен.) | Игры |
| --- | ----------------- | --------------- | ----------- | ---- |
| 1—3 | Татьяна Козыренко | Легенда-ШВСМ    | 5           | 4    |
| 1—3 | Оксана Яковишин   | Нефтехимик      | 5           | 4    |
| 1—3 | Светлана Фришко   | Ильичёвка       | 5           | 4    |
| 4—6 | Яна Малахова      | Жилстрой-2      | 4           | 4    |
| 4—6 | Таисия Нестеренко | Жилстрой-1      | 4           | 5    |
| 4—6 | Мария Тихонова    | Жилстрой-1      | 4 (1)       | 5    |
| 7—9 | Анна Воронина     | Дончанка        | 3           | 4    |
| 7—9 | Алина Скидан      | Атекс-СДЮШОР-16 | 3 (1)       | 3    |
| 7—9 | Яна Калинина      | Жилстрой-2      | 3           | 4    |

## Статистические данные
- Всего на турнире был забит 81 мяч[13].
- Самый результативный тур на голы — 3-й. В нём было забито 26 мячей[13].
- Из 19 игр 4 матча завершились со ничейным счётом[13].
- На турнире зафиксирован всего 1 автогол. Он на счету Кирчевской Марины из «Черноморочки», состоявшийся в матче против «Ильичёвки» на 10 минуте первого тайма[13].
- Всего было назначено 6 пенальти из которых 4 были реализованы[13].
- Всего арбитры показали 43 жёлтых и 1 красную карточку (второе предупреждение игроку черниговской «Легенды» Рыжовой Татьяне)[13].